# Saison 1934-1935 du Sporting Club nîmois
Chronologie
Saison précédente
La saison 1934-1935 du SC Nîmois est la troisième saison consécutive du club gardois en première division du championnat de France, l'élite du football français. 
Le club gardois lutte pour son maintien durant toute la saison, mais échoue à la 16e et dernière place du championnat, synonyme de relégation en Division 2. Cependant, le club cessera ses activités au cours de la saison suivante à la suite d'ennuis financiers, et sera totalement liquidé en 1937.
Les Crocos participent également à la Coupe de France, où ils échouent dès les seizièmes de finale face au futur vainqueur, l'Olympique de Marseille.

## Compétitions

### Championnat
La saison 1934-1935 de Division 1 est la troisième édition du championnat de France de football et la première sous l'appellation « Division 1 ». La division oppose seize clubs en une série de trente rencontres. Le Sporting Club nîmois participe à cette compétition pour la troisième fois de son histoire depuis la saison 1932-1933.

### Coupe de France
La coupe de France 1934-1935 est la 18e édition de la coupe de France, une compétition à élimination directe mettant aux prises les clubs de football amateurs et professionnels à travers la France métropolitaine et les DOM-TOM. Elle est organisée par la FFF et ses ligues régionales.

### Matchs officiels de la saison
Le tableau ci-dessous retrace les rencontres officielles jouées par le Sporting Club nîmois durant la saison. Les buteurs sont accompagnés d'une indication sur la minute de jeu où est marqué le but et, pour certaines réalisations, sur sa nature (penalty ou contre son camp).
| Compétition     | Débute au tour  | Place ou tour final | Matches joués | Gagnés | Nuls | Perdus | Buts pour | Buts contre | Différence |
| Division 1      | -               | 16e                 | 30            | 5      | 5    | 20     | 35        | 67          | -32        |
| Coupe de France | 1/32e de finale | 1/16e de finale     | 2             | 1      | 0    | 1      | 7         | 2           | +5         |
| Total           | -               | -                   | 32            | 6      | 5    | 21     | 42        | 69          | -27        |